# Polymesoda floridana
Polymesoda floridana is een tweekleppigensoort uit de familie van de Cyrenidae. De wetenschappelijke naam van de soort is voor het eerst geldig gepubliceerd in 1846 door Conrad.